# Mi-26
Mi-26 (ros. Ми-26, Kod NATO „Halo”) – ciężki śmigłowiec transportowy produkcji ZSRR i FR, zaprojektowany w Biurze im. M. Mila, produkowany przez Rostwiertoł. Użytkowany cywilnie oraz wojskowo.

## Opis

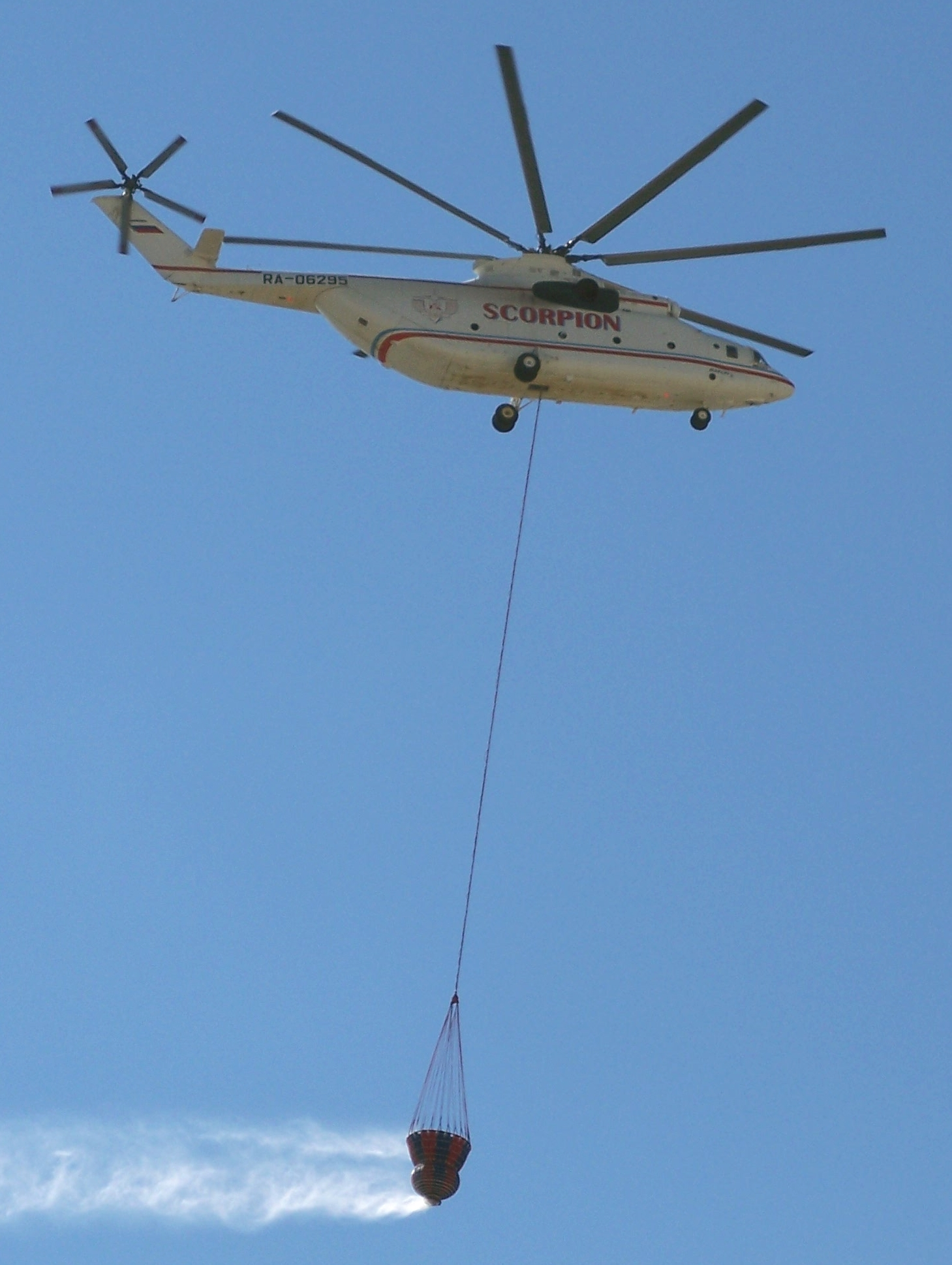
Mi-26TC

Mi-26 jest śmigłowcem przeznaczonym do przenoszenia dużych ładunków o masie nieprzekraczającej 20 ton, na podwieszeniu zewnętrznym i wewnątrz pojemnego kadłuba. Wersje pasażerskie mieszczą do 120 osób. Ma również wersje do przewozu paliwa oraz medyczne. Pojazdy nie większe niż ciężarówka o masie do 5 ton mogą wjechać do wnętrza śmigłowca po rampie z tyłu kadłuba. Cięższe i większe ładunki podwiesza się na specjalnym haku. Przedział pilotów wyposażony jest w kamery TV pozwalające obserwować przestrzeń pod kadłubem oraz ładunek. Śmigłowiec ma układ klasyczny, z jednym wirnikiem głównym i śmigłem ogonowym. Posiada automatykę, pozwalającą na automatyczne zwiększenie mocy jednego silnika w razie uszkodzenia drugiego z nich. Mi-26 fabrycznie nie posiada uzbrojenia. Jest jedynym śmigłowcem na świecie mającym ośmiołopatowy wirnik nośny, wirnik jest największy na świecie, tak samo śmigło ogonowe. Głowica wirnika jest także wyzwaniem konstrukcyjnym z uwagi na liczbę elementów sterujących jakie zawiera oraz potężne moce jakie przekazuje.

## Historia
Mi-26 powstał w 1977 roku na zamówienie SZ ZSRR. Był używany zarówno w wojsku, jak i w lotnictwie cywilnym. Był eksportowany do krajów byłego Związku Radzieckiego, ale także do Indii, Chin i innych krajów.
Jednym z najważniejszych zadań Mi-26 było zasypanie kopuły uszkodzonego wybuchem reaktora atomowego podczas katastrofy elektrowni jądr. w Czarnobylu w celu ograniczenia emisji do atmosfery izotopów promieniotwórczych. Kabiny załóg śmigłowców zostały doraźnie osłonięte płytami ołowianymi, mimo to wielu lotników zmarło na chorobę popromienną.

## Katastrofa Mi-26
W 2002 roku czeczeńscy rebelianci trafili Mi-26 rakietą ziemia-powietrze, powodując roztrzaskanie się śmigłowca na polu minowym. W katastrofie zginęło 118 Rosjan. Dochodzenie dowiodło, iż śmigłowiec był w znacznym stopniu przeładowany. Przystosowany do przewożenia 80 pasażerów, tego dnia zabrał 147 osób. Działo się tak mimo ustanowionego w 1997 roku limitu na przewozy pasażerskie. Odpowiedzialny za przeładowanie Aleksandr Kudjakow został ukarany za naruszenie przepisów. Rzeczywistym powodem katastrofy było zestrzelenie, a nie przeciążenie (zob. Katastrofa Mi-26 w bazie Chankała).

## Wersje
- W-29 – prototyp
- Mi-26 – wersja wojskowa
- Mi-26A – ulepszona wersja Mi-26
- Mi-26M – zaprojektowana do lepszych osiągów
- Mi-26MS – wersja medyczna
- Mi-26NEF-M – niszczyciel okrętów podwodnych
- Mi-26P – wersja pasażerska 63-miejscowa
- Mi-26PK – latający dźwig
- Mi-26T – wersja do transportu cywilnego
  - Mi-26TC – wersja towarowa
  - Mi-26TM – latający dźwig w wersji M
  - Mi-26TP – wersja strażacka
  - Mi-26TS – eksportowa wersja Mi-26T
  - Mi-26TZ – wersja do przewozu paliwa. W czterech dodatkowych cysternach przewozi się 14 040 litrów paliwa lotniczego. Używa się go też jako latającej stacji benzynowej z 10 przewodami do tankowania, każdy o długości 20 metrów. Pojemniki mogą być łatwo usunięte, by przystosować śmigłowiec do transportu
- Mi-26T2W – wyposażona w cyfrową technikę najnowsza wersja śmigłowca, zamówiona przez Min. Obrony FR[1][2]